# Розминка
Розминка - вступна частина тренування. Вона готує людину до більш інтенсивних фізичних навантажень. Виконання розминки може зберегти спортсмена від травм та є важливою частиною тренування.
Розминка може складатися з будь-якого фізичного навантаження, здатного значно підвищити частоту серцево-судинних скорочень: біг підтюпцем (на свіжому повітрі або просто в приміщенні на місці), їзда на велосипеді (звичайному або стаціонарному), стрибки на скакалці та інше. 
Розминка (або розтяжка) буває: 
Динамічна розтяжка складається з пампінгу - ви приймаєте позу і починаєте тягтися до точки, в якій відчуваєте м'язовий натяг, потім повертаєте м'язи у вихідне положення. Далі повторюєте процедуру. Динамічна розтяжка збільшує силові показники перед «вибуховим» силовим тренуванням або під час відпочинку між підходами.
Статична розтяжка означає розтягування м'яза до точки, в якій ви відчуваєте м'язовий натяг, і подальше збереження цього положення на деякий час. Така розтяжка безпечніша за динамічну, проте вона негативно позначається на силових показниках і показниках у бігу, якщо її проводити до тренування.
Розминка
Розминка потрібна для підготовки до тренування всього організму. У її процесі внаслідок підвищення температури тіла та розігріву м'язів активізується обмін речовин, змінюється на краще стан серцево-судинної та дихальної систем, підвищується працездатність м'язів.
Відмова від розминки може призвести до захворювань та травм.
Тривалість розігріву переважно залежить від ступеня підготовленості спортсмена, температури повітря, тренувального одягу.
Розминка перед тренуванням включає наступні види фізичного навантаження:
- біг
- стрибки на скакалці
- різні рухи для рук, ніг та тулуба
- вправи для підвищення гпучкості суглобів та м'язів

Незалежно від того, якої розминки дотримується спортсмен, результат один обов'язково повинні бути розігріті всі м'язи та суглоби.